# Racctel+
Racctel+ es una marca de servicios de telecomunicaciones, bajo la cual opera Euskaltel, filial del Grupo MásMóvil, en Cataluña. Ofrece servicios de telefonía fija, telefonía móvil, internet (fibra y 5G) y televisión (Agile TV).

## Historia
En 2009, se creó RACCTel como un operador móvil virtual (OMV) mediante un acuerdo entre Euskaltel y el Real Automóvil Club de Cataluña (RACC). Entonces, ofrecía servicios de telefonía móvil para los socios del RACC.
En diciembre de 2012, Euskaltel compró la compañía por 1 euro.
En 2018, Euskaltel creó Racctel+, con el objetivo de aumentar su presencia en Cataluña, ofreciendo paquetes que aunaban telefonía fija, móvil, internet en casa y, en algunos casos, televisión premium a un público potencial formado por unos 600.000 hogares en Cataluña. Así, tras la ampliación de servicios, se pasó del antiguo nombre de RACCTel a RACCtel+.
La red utilizada es la de Orange España.